# Notopora chimantensis
Notopora chimantensis là một loài thực vật có hoa trong họ Thạch nam. Loài này được Steyerm. & Maguire mô tả khoa học đầu tiên năm 1967.